# Päpstliche Theologische Fakultät von Sardinien

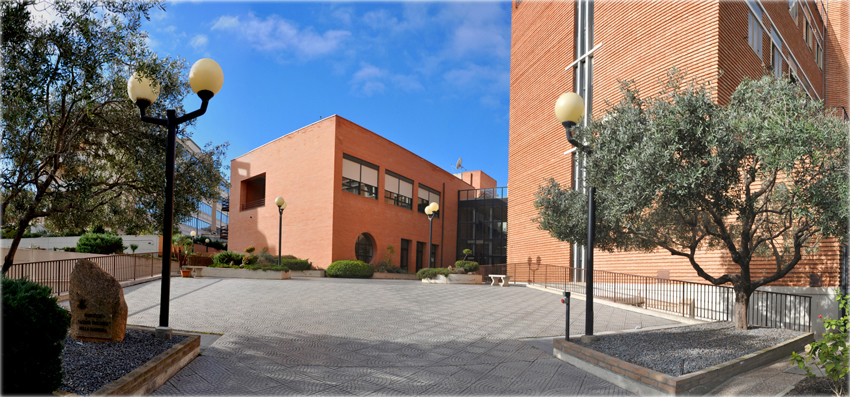
Päpstliche Theologische Fakultät von Sardinien (2011)

Die Päpstliche Theologische Fakultät von Sardinien (ital. Pontificia facoltà teologica della Sardegna) ist eine Hochschule der römisch-katholischen Kirche in Cagliari, Sardinien, Italien.
Sie ist eine universitäre Einrichtung für Theologie, die theologische Baccalauréat-, Lizenziat- und Doktorgrade anbietet und diese akademischen Grade an Laien und Geistliche verleiht.
Die Fakultät wurde 1927 gegründet. Vorläufer waren Universitätsgründungen im 17. Jahrhundert durch die Jesuiten, den spanischen König Philipp III. und Papst Pius IX. in Sassari und Cagliari. 1924 wurde beschlossen ein zentrales Priesterseminar einzurichten am Standort Cuglieri. Papst Pius XI. errichtete mit der apostolischen Verfassung Nostrarum partem vom 5. August 1927 das Institut. Gemäß den Richtlinien des Zweiten Vatikanischen Konzils und den von der Kongregation für katholische Erziehung erlassenen Normen zur Planung der Fakultäten gegründet erfolgte eine Erneuerung gemäß den Statuten der apostolischen Verfassung Sapientia christiana. Papst Johannes Paul II. anerkannte 15. April 1979 die neuen Statuten, die am 25. März 1987 endgültig genehmigt wurden.
1971/72 erfolgte die Verlegung nach Cagliari. Geleitet wird das Institut seit 1972/73 von der sardischen Bischofskonferenz, mandatiert für die akademische Leitung der Fakultät an die Gesellschaft Jesu. Am 12. März 1999 wurde die Päpstliche Theologische Fakultät Sardiniens eigene Rechtsperson. Sie arbeitet eng mit der Universität Cagliari zusammen.